# Fosta biserică armenească din Roman
Fosta biserică armenească din Roman este un monument istoric aflat pe teritoriul municipiului Roman. În Repertoriul Arheologic Național, monumentul apare cu codul 120879.06.01.
Biserica are două anexe laterale în dreptul naosului. Latura altarului este sub formă trilobată. Latura de apus include soclul sub formă pătrată al clopotniței. Intrarea se face pe partea de vest și cea de sud, pe sub clopotniță, fie prin anexă. Între naos și pronaos se află un arc în plin centru susținut de pilaștrii clasici. Pe naos se găsește cupola realizată pe arcuri gotice, pe care se suprapun diagonal arcuri arcuri în stiul moldovenesc. Și pe pronaos se găsește o boltă în stil gotic, a căror nervuri converg spre o cheie sub formă de rozetă. În exterior, la colțurile anexelor și la colțurile pronaosului se găsesc contraforți. rep. 1777, 1850. Pisania din 1609: "Cu darul, mila și voința lui Dumnezeu atotțiitorul și pentru slava născutului din el, în aceste vremuri rele dumnezeu a ales un om bun cu numele agropșa, care a zidit acest tempul, dându-i numele de Sf. Maria pentru pomenirea sufletului său șial soției sale Dag Mohala, pentru părinții săi Vartan Tomșa și baron Donic și a fiicelor sale Melușa și Dolvath. Era armenească 1058 septembrie 16, preotul bisericii Haciadur." Construită în anul 1609. Reparații mari s-au făcut în anul 1868, cuprinzând anexele, clopotnița și pridvorul.